# Elden Auker
Elden Le Roy Auker (* 21. September 1910 in Norcatur, Kansas; † 4. August 2006 in Vero Beach, Florida) war ein US-amerikanischer Baseballspieler. Er war Pitcher in der Major League Baseball (MLB), bekannt für seinen Uboot-Wurfstil.
Auker wuchs in Kansas auf, besuchte das Kansas State College in Manhattan, wo er in mehreren Sportarten (Baseball, Football, Basketball) Erfolge feierte. Im Football war er als Quarterback Star seines Teams und bekam einen Profi-Vertrag von den Chicago Bears angeboten, den er aber ablehnte, um bei den Detroit Tigers Profi-Baseball zu spielen.
Während seiner zehnjährigen Major-League-Karriere spielte Auker für die Detroit Tigers, Boston Red Sox und St. Louis Browns. 1935 gewann er mit Detroit die World Series und stellte einige Rekorde auf. Vor der Saison 1939 wurde Auker von Detroit für Pinky Higgins und Archie McKain an die Red Sox verkauft, wo er den jungen Ted Williams traf, zu dem sich eine lebenslange Freundschaft entspann. Am Ende seiner Profikarriere spielte Auker drei Saisons bei den Browns (1940–42). In der 1941er Saison traf er mehrfach auf den überlegenen Joe DiMaggio, der nun für Rekorde zuständig war.
1943 gab Auker das Baseball-Spielen auf und nahm noch an den Kämpfen im Zweiten Weltkrieg teil.
2001 veröffentlichte Auker seine Memoiren mit dem Titel Sleeper Cars and Flannel Uniforms.

## Bibliographie
- Sleeper Cars and Flannel Uniforms. Benchmark Pr. 2001. ISBN 978-1-892-04925-4.